# Papenrode
Papenrode ist ein Ortsteil der Gemeinde Groß Twülpstedt im Osten des niedersächsischen Landkreises Helmstedt. 

## Geographie
Der Ort Papenrode liegt in einem welligen, baumarmen Gebiet, das überwiegend landwirtschaftlich genutzt wird. Östlich liegt die kleine Siedlung „Auf der Bünne“. Um den Ort stehen zahlreiche Windkraftanlagen. Südöstlich am Ort vorbei fließt die Lapau, ein orographisch linker Nebenfluss der Aller. 2014 hatte Papenrode 309 Einwohner. Umliegende Orte sind, von Norden im Uhrzeigersinn, Bahrdorf, Rickensdorf, Querenhorst, Groß Sisbeck, Groß Twülpstedt und Klein Twülpstedt. 

## Geschichte
Papenrode wurde erstmals 1150 als Papenrothe urkundlich erwähnt: das Kloster St. Ludgeri in Helmstedt besaß dort Ländereien. Man vermutet, dass sich der Ortsname darauf bezieht; außerdem gehört Papenrode zu den -rode-Orten. 1475 fiel der nur 700 Meter nordwestlich gelegene Ort Königsdorf (1249 als Cuningesdorp erwähnt) wüst.
Früher war Papenrode nach Bahrdorf gepfarrt, heute gehört die evangelische Bevölkerung zur St.-Maria-St.-Cyriakus-Gemeinde mit Sitz in Groß Twülpstedt.
Um 1650 entstand die Täger-Mühle, deren Flügel 1920 demontiert wurden. Sie ist eine Station an der Niedersächsischen Mühlenstraße. Die Mühlentechnik ist bis heute vorhanden. Zweimal musste eine neue Schule errichtet werden, da die Schülerzahl zu groß geworden war, zuletzt 1864 in der Dorfmitte. Das Gebäude der Vorläuferschule steht am Denkmalplatz. Heute gibt es keine Schule mehr in Papenrode.
1885 betrug die Einwohnerzahl 301 (in 45 Wohngebäuden), 1947 wurde durch den Flüchtlingsstrom eine Zahl von 501 erreicht.

## Wappen
2012 fertigte der Papenroder Rainer Berg ein Wappen an.

## Verkehr

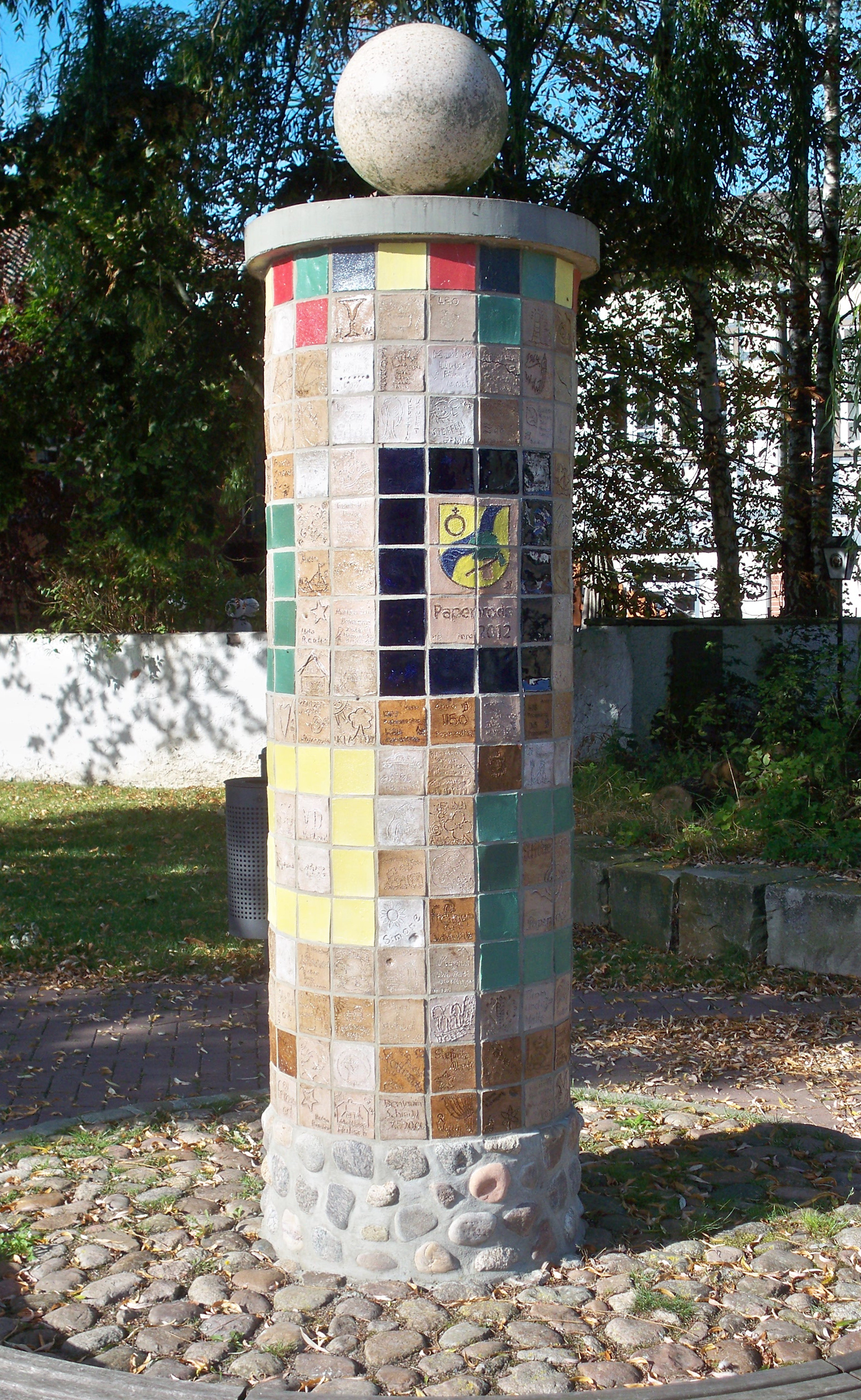
Säule mit Namenstafeln von Einwohnern

Papenrode ist mit Kreisstraßen an die umliegenden Orte angebunden. Die Buslinien 381 und 382 (an Schultagen) bedienen Papenrode.

## Kultur
Jährlich Anfang Juli findet das „Countryfest“ statt. Zu den Vereinen gehören der „SV Papenrode-Rickensdorf“, der „Schützenverein von 1875“ und die Freiwillige Feuerwehr.